# 마한관
마한박물관은 전북특별자치도 익산시에 있는 공립 역사 박물관이다.

## 연혁
- 2008년 4월 15일 개관
- 2013년 1월 제1종 전문박물관 등록
- 2013년 7월 익산시 출토 국가귀속유물 인수